# Calyptranthes oblongifolia
Calyptranthes oblongifolia är en myrtenväxtart som beskrevs av Richard Alden Howard. Calyptranthes oblongifolia ingår i släktet Calyptranthes och familjen myrtenväxter. Inga underarter finns listade i Catalogue of Life.